# Борнејска глаткорепа тупаја
Борнејска глаткорепа тупаја (лат. Dendrogale melanura, енгл. Bornean smooth-tailed treeshrew) је сисар из реда тупаја (Scandentia) и породице Tupaiidae.

## Распрострањење
Ареал врсте је ограничен на мањи број држава. Врста има станиште у Малезији, Индонезији и Брунеју.

## Станиште
Станишта врсте су шуме и планине од 1.200 до 3.350 метара надморске висине. 
Врста је присутна на подручју острва Борнео у Индонезији и Малезији.

## Угроженост
Подаци о распрострањености ове врсте су недовољни.